# Cèlia Marrasé Peña
Cèlia Marrasé Peña (Barcelona, 22 de enero de 1957) es una bióloga marina y oceanógrafa e investigadora española.

## Trayectoria
En 1981, se licenció en Biología por la Universidad de Barcelona. En 1986, se doctoró en la misma universidad con la tesis titulada Experimentos multifactoriales con plancton. Ha realizado trabajos de investigación dirigidos por el ecólogo español Ramón Margalef. En 1997, comenzó a trabajar como investigadora científica en el Instituto de Ciencias del Mar y Limnología de Barcelona (ICM-CSIC).
Al finalizar el doctorado, Marrasé se incorporó al ICM para investigar y, posteriormente, con una beca posdoctoral Fulbright, se trasladó a Woods Hole, en Massachusetts, donde trabajó, entre 1988 y 1989, en el Marine Biological Laboratory. Al año siguiente, trabajó en la Institución Oceanográfica de Woods Hole donde colaboró con R. Strickler en el desarrollo de una línea de investigación sobre el efecto de la turbulencia de pequeña escala en la actividad de alimentación de copépodos marinos.
De regreso al Instituto de Ciencias del Mar de Barcelona, Marrasé siguió con su línea de investigación sobre interacción entre los factores físicos y fenómenos biológicos en sistemas pelágicos. Posteriormente, se dedicó al estudio de la producción y degradación de la DOM (dissolved organic matter, 'materia orgánica disuelta') por procesos fotoquímicos y biológicos.
En su trayectoria como investigadora, ha sido investigadora principal y ha participado en proyectos de ámbito estatal. También ha sido coordinadora o investigadora principal de varios proyectos europeos y ha participado en varias ocasiones como coordinadora científica en numerosas campañas oceanográficas en regiones que incluyen el Mar Mediterráneo, el Ártico, el Antártico y los océanos Atlántico e Índico. Entre sus contribuciones científicas se encuentran decenas de publicaciones en revistas internacionales, la edición de dos libros y presentaciones en congresos.
Entre 1998 y 2001, fue editora asistente de la revista Scientia Marina. De 1999 a 2003, formó parte del Consejo Directivo de la Sociedad Catalana de Biología. De 2009 a 2014, ha sido jefa del Departamento de Biología Marina y Oceanografía del ICM. Ha formado parte de varios comités de programas científicos estatales e internacionales, y participado en la organización de varios congresos internacionales.
En 2017, Marrasé se incorporó como miembro numerario a la Sección de Ciencias Biológicas del Instituto de Estudios Catalanes (IEC). En 2019, coordinó con el médico Jordi Camí el informe titulado 'Cambio climático y salud en Cataluña', publicado por la Sección de Ciencias Biológicas del IEC. Entre febrero de 2019 y febrero de 2023, fue la presidenta de la Asociación Ibérica de Ecología.
Ha sido jurado de los Premios Ramón Margalef de Ecología.